# Хора на моста
„Хора на моста“ (на руски: Люди на мосту) е съветски филм от 1959 година, заснет от Мосфилм.

## Сюжет
След ликвидацията на крупното стопанство, на началника Иван Денисович Булигин (Василий Меркуриев) му се налага да се върне към предишната си професия и да стане отново мостостроител. Семейството се лишава от благоустроения живот и заминава на строежа на мост над река Северная.

## В ролите
- Василий Меркуриев като Иван Денисович Булигин
- Наталия Медведева като Анна Семьоновна, съпругата на Булигин
- Александра Завялова като Лена
- Олег Табаков като Виктор, сина на Булигин
- Людмила Касянова като Олга, дъщерята на Булигин
- Евгений Шутов като Андрей Филипович Орлов
- Владимир Дружников като Павел Акимович Одинцов
- Глеб Глебов като Пьотр Савелиевич Паромов
- Юрий Соколик като Седийх
- Леонид Чубаров като Евдокимов, тракториста
- Степан Каюков като Иля Илич Хорков
- Анатолий Веденкин като Удачин
- Нина Дорошина като Оксана
- Алексей Грибов като началника на строителството на железопътната линия
- Надежда Самсонова като кондукторката
- Пьотр Должанов като представителя на стопанството

## Интересни факти
Като основа за създаването на филма е послужила действителната история на Лазар Каганович, който е снет от всички заемани от него длъжности в крупното стопанство на СССР.